# Cappella dell'immacolata (Gorla Minore)
La cappella dell'immacolata è un luogo di culto cattolico di rito ambrosiano, costruito a Gorla Minore. Rientra tra i beni del Collegio Rotondi.

## Storia
Don Giovanni Re, durante il suo rettorato al Collegio Rotondi, volle costruire una cappella, la cosiddetta Cappella dell'Immacolata, per dotare il Collegio di un luogo di culto. L'iniziativa risale al 1885, come ricorda una targa commemorativa in marmo posta all'interno. Da allora tutti i rettori sono stati responsabili della sua conservazione. Nel primo dopoguerra Don Lino Mangini rinnovò la struttura arricchendola di nuove opere d'arte. Don Carlo Crotti la ammodernò eliminando la balaustra barocca; questo processo di rinnovamento collegava direttamente la navata con l'altare.

## Architettura
Le vetrate alle pareti furono aggiunte negli anni '70 e sono decorate con la rappresentazione dei sette Sacramenti della Chiesa Cattolica.

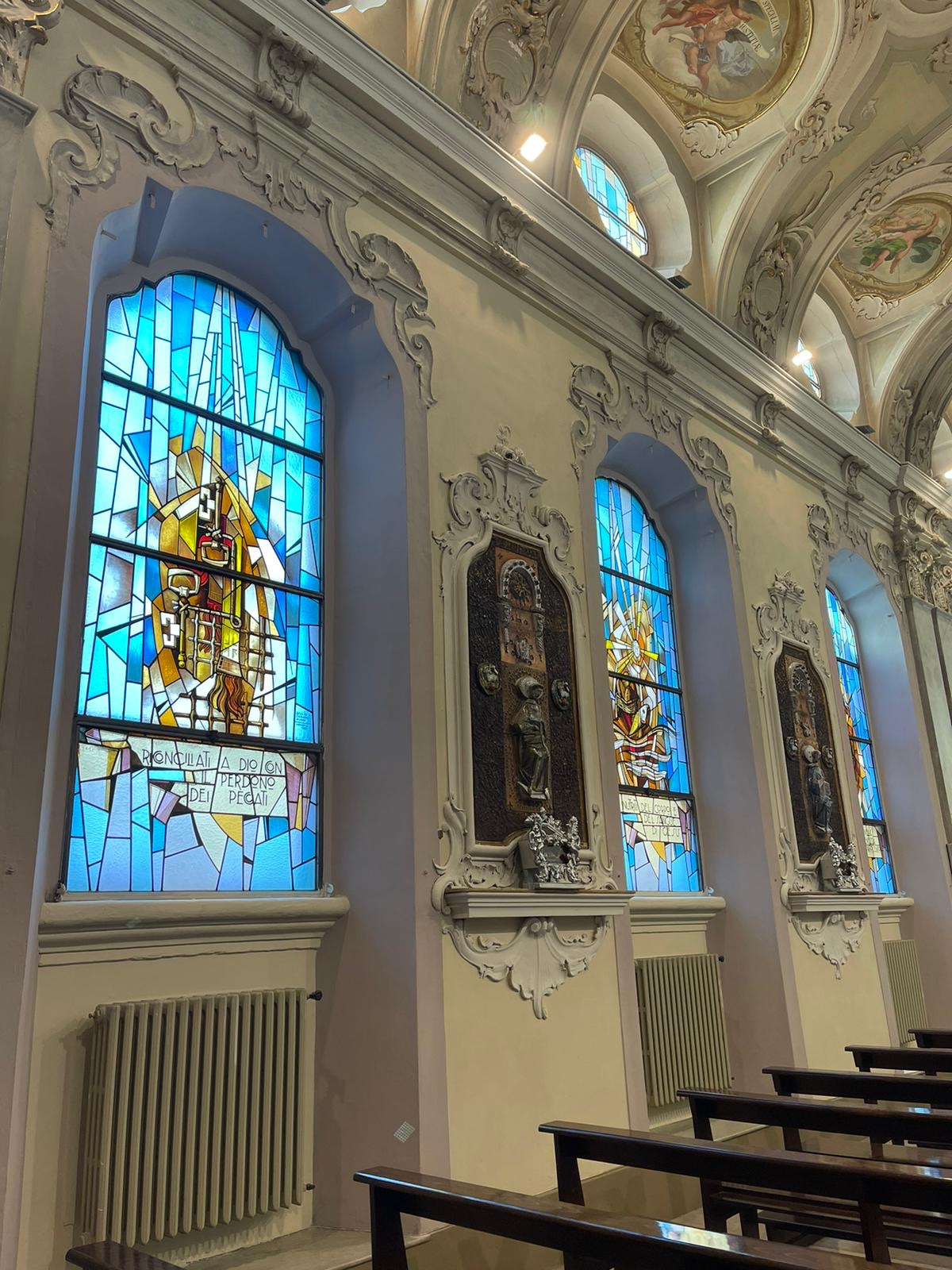
Rappresentazione dei sette Sacramenti della Chiesa Cattolica

Il soffitto è riccamente decorato da stucchi e dalla raffigurazione di San Carlo Borromeo, fondatore degli Oblati, e di Luigi Gonzaga, protettore della gioventù, nell'atto di adorare la Madonna con Bambino Gesù. Su entrambi i lati del soffitto sono raffigurati degli angeli.

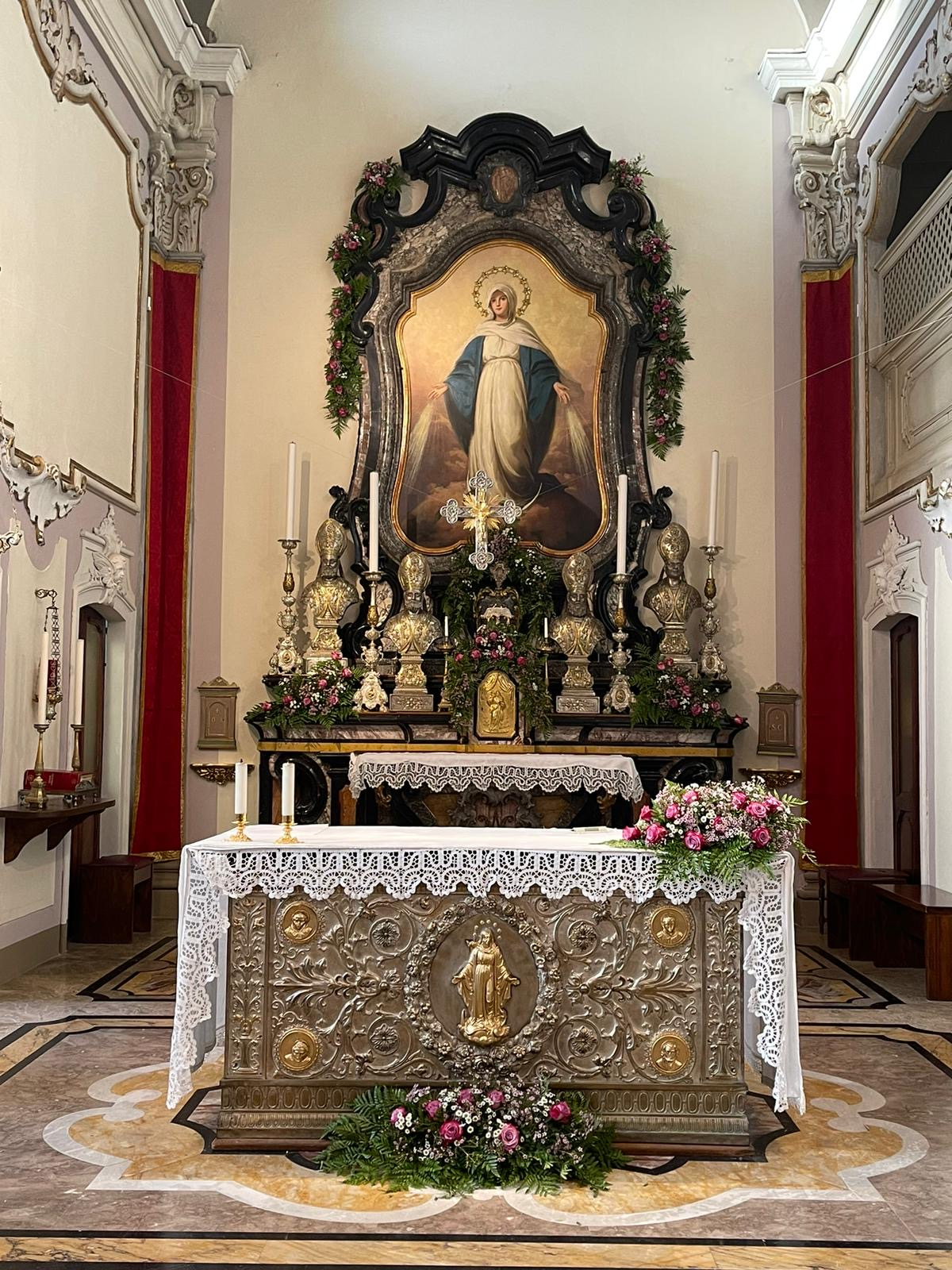
Vergine Maria e l'altare della Cappella dell'Immacolata

Sopra l'altare è collocato un grande dipinto, rappresentante l'incoronazione canonica. La corona di stelle della Vergine Maria è stata aggiunta durante una cerimonia alla presenza di Papa Paolo VI.
La rappresentazione fisica dello stemma del Collegio Rotondi si trova all'interno della Cappella.